# Estadio Dr. Constantin Rădulescu
El Stadionul Dr. Constantin Rădulescu, también conocido como Gruia, es un estadio de fútbol ubicado en el barrio de Gruia, en Cluj-Napoca, Rumanía. El estadio fue inaugurado en 1973 y tiene una capacidad para 23 500 espectadores sentados. El equipo local del CFR Cluj disputa en el estadio sus partidos oficiales. El recinto lleva el nombre del exjugador, entrenador y médico del club Constantin Rădulescu.

## Historia
El estadio fue construido en 1973 e inaugurado con un partido amistoso entre el CFR Cluj y el equipo nacional de Cuba, un partido que ganó con el CFR Cluj 3-1. Hasta 2004 tenía una capacidad de para alrededor de 10 000 espectadores. Desde su construcción ha sido sede de los partidos como local del CFR Cluj, sobre todo en la segunda y tercera división de la liga rumana.
Con los sucesivos éxitos nacionales del CFR Cluj y la clasificación del equipo para disputar la fase de grupos de la Liga de Campeones en 2008 por primera vez en su historia, el estadio tuvo que ser renovado y ampliado hasta convertirse en un estadio 3 estrellas de la UEFA. La expansión fue diseñado por el grupo Dico si Ţîganaş y construido por Transilvania Construction, y las obras de remodelación acabaron en septiembre de 2008 con un aumento de la capacidad a 23.500 asientos. Hoy en día, el estadio Dr. Constantin Radulescu posee la misma calificación de la UEFA () que el Stadionul Steaua, Stadionul Ceahlăul y el Stadionul Dan Păltinişanu.
Existen planes para nuevas expansiones. Está previsto que se construya una cuarta tribuna de unos 2.000 espectadores en el extremo norte del estadio, por lo que se procedería a cerrar el estadio.
El 6 de septiembre de 2008, Rumania jugó en el estadio un partido contra Lituania para la clasificación de la Copa Mundial de la FIFA 2010. Fue el primer partido de la selección rumana disputado en Cluj-Napoca en 85 años.

## Partidos destacados
- 2008: Romanía - Lituania 0-3 (Preliminaries Mundial 2010) - primer encuentro jugado en el remodelado estadio.
- 2008: CFR Cluj - Chelsea 0-0 (Primer partido de Champions League)
- 2008: CFR Cluj - Girondins de Bordeaux 1-2 (UEFA Champions League)
- 2008: CFR Cluj - AS Roma 1-3 (UEFA Champions League)